# 沖縄の復帰に伴う特別措置に関する法律
沖縄の復帰に伴う特別措置に関する法律（おきなわのふっきにともなうとくべつそちにかんするほうりつ）は、沖縄県の復帰に伴い、本邦の諸制度の沖縄県の区域における円滑な実施を図るために必要な特別措置を定める法律である（法律第1条）。
法令番号は昭和46年法律第129号、1971年（昭和46年）12月31日に公布された。
通称沖縄復帰特別措置法、沖特法。
主務官庁は法務省大臣官房司法法制課で、内閣府沖縄振興局総務課、沖縄総合事務局、総務省自治行政局行政課、沖縄県庁知事公室並びに総務部と連携して執行にあたる。

## 概要
沖縄は四半世紀以上外国の施政権下にあり、そこに行なわれている諸制度と本土の諸制度とにかなりの相違があり、本土復帰後直ちに沖縄に本土の諸制度を適用すれば沖縄の社会、経済の全般にわたって急激な変化が生じ、県民に多大の不安をもたらすおそれがあるので、住民生活の安定に配慮しつつ特別措置を講ずることにより本土の諸制度への円滑な移行を図ることを目的とする。
主な内容は、以下の通り。

## 構成
- 第1章 総則（第1条-第2条）
- 第2章 沖縄県（第3条-第6条）
- 第3章 沖縄県の市町村（第7条-第9条）
- 第4章 裁判の効力の承継等
  - 第1節 民事関係（第10条-第24条）
  - 第2節 刑事関係（第25条-第30条）
- 第5章 琉球政府等の権利義務の承継等（第31条-第35条）
- 第6章 法人の権利義務の承継等（第36条-第48条）
- 第7章 通貨の交換等（第49条-第52条）
- 第8章 法令の適用に関する特別措置
  - 第1節 通則（第53条-第54条）
  - 第2節 総理府関係（第55条-第62条）
  - 第3節 法務省関係（第63条-第67条）
  - 第4節 大蔵省関係（第68条-第93条）
  - 第5節 文部省関係（第94条-第99条） - ex. 著作権法 (琉球政府)
  - 第6節 厚生省関係（第100条-第104条）
  - 第7節 農林水産省関係（第105条-第108条）
  - 第8節 通商産業省関係（第109条-第122条）
  - 第9節 運輸省関係（第123条-第129条）
  - 第10節 郵政省関係（第130条-第136条）
  - 第11節 労働省関係（第137条-第146条）
  - 第12節 建設省関係（第147条-第149条）
  - 第13節 自治省関係（第150条-第155条の3）
- 第9章 雑則（第156条-第157条）
- 附則

## 主要改正履歴
- 1971年（昭和46年）12月31日 - 公布[2]
- 1977年（昭和52年）5月13日 - 第1次改正[3]
内国消費税および関税等の特例の延長[4]。
- 1987年（昭和62年）3月31日 - 第2次改正[5]
国税関係法令の適用の特例措置のうち、一部の内国消費税および関税に関する特例措置の適用期限を原則として5年延長することとし、食糧管理法に関する特例等の措置について、沖縄県においても本土と同様に食糧管理法を適用することとするため、特例等の規定を一部削除した[6]。

## 関連する法令
第二次世界大戦によりアメリカ合衆国統治下となり、本土復帰した地域で施行された同様の法令として、鹿児島県大島郡十島村の区域に適用されるべき法令の暫定措置に関する政令（昭和26年政令第380号）、奄美群島の復帰に伴う法令の適用の暫定措置等に関する法律（昭和28年法律第267号）、小笠原諸島の復帰に伴う法令の適用の暫定措置等に関する法律（昭和43年法律第83号）がある。